# Soliella
Soliella is een geslacht van kreeftachtigen uit de klasse van de Malacostraca (hogere kreeftachtigen).

## Soorten
- Soliella flava (Rathbun, 1894)
- Soliella melanospinis (Rathbun, 1911)